# Gillis Claeissins
Gillis Claeisseins (Brugge, ? - 17 december 1605) was een Brugs kunstschilder.

## Levensloop
Gillis Claeissens behoorde tot de Brugse Claeissinsfamilie, als zoon van Pieter Claeissins de Oudere.
Hij trad in dienst bij de gouverneur-generaal van de Zuidelijke Nederlanden Alexander Farnese en vervolgens bij de aartshertogen Albrecht en Isabella.
Hij had een natuurlijke zoon, die in Brussel kunstschilder werd.

## Werk
- In 1570 een Onze Lieve Vrouw Presentatie, voor de gelijknamige confrérie in de Sint-Jakobskerk. Het schilderij behoort tot de collectie van de Hertog van Devonshire in het kasteel van Chatsworth House.
- In 1600 schilderde hij een Gekruisigde Christus voor de aartshertogen.
- in 1606: portret van aartshertogin Isabella.